# Lista de monarcas com reinados mais longos
A Lista de monarcas com o reinado mais longo da História está relacionada nesta lista, onde mostra daquele com o reinado mais longevo até aquele com o reinado menos longevo (50 anos). Aquele que é considerado o monarca com o reinado mais longo é Luís XIV da França, que reinou de 1643 a 1715 durante 72 anos e 100 dias. Porém, existe muita controvérsia em relação a tal afirmação, pois existem dois monarcas africanos que teriam governado por mais tempo: Sobhuza II de Essuatiní (82 anos) e Pepi II (94 anos) do Egito. Porém, Sobhuza II reinou como título de chefe supremo, um título simbólico até 1967, recebendo o título de rei apenas em 1982; além do fato que o reino de Suazilândia não era um Estado soberano na maior parte do reinado de Sobhuza II, conquistando sua independência do Reino Unido somente em 1968.  Faraó Pepi II teria governado o Egito antigo durante o segundo milênio a.C por 94 anos, mas nada comprovado.

## Monarcas independentes com reinados mais longos
| N.º | Imagem         | Monarca                             | Estado                             | Reinado                | Reinado                 | Duração | Duração            |
| N.º | Imagem         | Monarca                             | Estado                             | A partir               | Até                     | (Dias)  | (Anos, dias)       |
| --- | -------------- | ----------------------------------- | ---------------------------------- | ---------------------- | ----------------------- | ------- | ------------------ |
| 1   |                | Rei Luís XIV                        | França                             | 14 de maio de 1643     | 1 de setembro de 1715   | 26407   | 72 anos, 110 dias  |
| 2   |                | Rainha Isabel II                    | Reino Unido                        | 6 de fevereiro de 1952 | 8 de setembro de 2022   | 25782   | 70 anos, 214 dias  |
| 2   | Austrália      | Rainha Isabel II                    |                                    | 6 de fevereiro de 1952 | 8 de setembro de 2022   | 25782   | 70 anos, 214 dias  |
| 2   | Canadá         | Rainha Isabel II                    |                                    | 6 de fevereiro de 1952 | 8 de setembro de 2022   | 25782   | 70 anos, 214 dias  |
| 2   | Nova Zelândia  | Rainha Isabel II                    |                                    | 6 de fevereiro de 1952 | 8 de setembro de 2022   | 25782   | 70 anos, 214 dias  |
| 3   |                | Rei Bhumibol Adulyadej (Rama IX)    | Tailândia                          | 9 de junho de 1946     | 13 de outubro de 2016   | 25694   | 70 anos, 126 dias  |
| 4   |                | Príncipe-soberano João II           | Liechtenstein                      | 12 de novembro de 1858 | 11 de fevereiro de 1929 | 25658   | 70 anos, 91 dias   |
| 5   |                | Kʼinich Janaabʼ Pakal (Pacal II)    | Palenque (Domínio Maia de B'aakal) | 29 de julho de 615     | 31 de agosto de 683     | 24870   | 68 anos, 33 dias   |
| 6   |                | Imperador Francisco José            | Áustria-Hungria                    | 2 de dezembro de 1848  | 21 de novembro de 1916  | 24825   | 67 anos, 355 dias  |
| 7   |                | Rei Fernando I                      | Duas-Sicílias                      | 6 de outubro de 1759   | 4 de janeiro de 1825    | 23831   | 65 anos, 90 dias   |
| 8   |                | Rainha Vitória                      | Reino Unido                        | 20 de junho de 1837    | 22 de janeiro de 1901   | 23226   | 63 anos, 216 dias  |
| 9   |                | Rei Jaime I                         | Aragão                             | 12 de setembro de 1213 | 27 de julho de 1276     | 22964   | 62 anos, 319 dias  |
| 10  |                | Imperador Hirohito (Shōwa)          | Japão                              | 25 de dezembro de 1926 | 7 de janeiro de 1989    | 22659   | 62 anos, 13 dias   |
| 11  |                | Imperador Kangxi                    | China Qing                         | 5 de fevereiro de 1661 | 20 de dezembro de 1722  | 22597   | 61 anos, 318 dias  |
| 12  |                | Imperador Qianlong                  | China Qing                         | 18 de outubro de 1735  | 9 de fevereiro de 1796  | 22029   | 60 anos, 114 dias  |
| 13  |                | Frederico Gunter                    | Schwarzburg-Rudolstadt             | 28 de abril de 1807    | 28 de junho de 1867     | 21976   | 60 anos, 61 dias   |
| 14  |                | Rainha Isabel II                    | Jamaica                            | 6 de agosto de 1962    | 8 de setembro de 2022   | 21948   | 60 anos e 33 dias  |
| 15  |                | Rei Cristiano IV                    | Dinamarca e Noruega                | 4 de abril de 1588     | 28 de fevereiro de 1648 | 21879   | 59 anos, 330 dias  |
| 16  |                | Kilhan                              | Jaipur                             | 16 de dezembro de 1216 | 18 de outubro de 1276   | 21856   | 59 anos, 307 dias  |
| 17  |                | Rei Jorge III                       | Reino Unido                        | 25 de outubro de 1760  | 29 de janeiro de 1820   | 21644   | 59 anos, 96 dias   |
| 18  |                | Príncipe-soberano Honorato III      | Mónaco                             | 7 de novembro de 1733  | 19 de janeiro de 1793   | 21623   | 59 anos, 73 dias   |
| 19  |                | Rei Luís XV                         | França                             | 1 de setembro de 1715  | 10 de maio de 1774      | 21436   | 58 anos, 251 dias  |
| 20  |                | Imperador Pedro II                  | Brasil                             | 7 de abril de 1831     | 15 de novembro de 1889  | 21407   | 58 anos, 222 dias  |
| 21  |                | Rei Nicolau I                       | Montenegro                         | 13 de agosto de 1860   | 26 de novembro de 1918  | 21288   | 58 anos, 105 dias  |
| 22  |                | Príncipe Honorato I                 | Mónaco                             | 13 de agosto de 1523   | 7 de outubro de 1581    | 21240   | 58 anos, 55 dias   |
| 23  |                | Sultão Hassanal Bolkiah             | Brunei                             | 5 de outubro de 1967   | presente                | 21107   | 57 anos e 287 dias |
| 24  |                | Rainha Guilhermina                  | Países Baixos                      | 23 de novembro de 1890 | 4 de setembro de 1948   | 21104   | 57 anos, 286 dias  |
| 25  |                | Rei Jaime VI                        | Escócia                            | 24 de julho de 1567    | 27 de março de 1625     | 21066   | 57 anos, 246 dias  |
| 26  |                | Califa Almostancir Bilá             | Califado Fatímida                  | 13 de junho de 1036    | 10 de janeiro de 1094   | 21030   | 57 anos, 211 dias  |
| 27  |                | Príncipe-soberano Honorato II       | Mónaco                             | 21 de novembro de 1604 | 10 de janeiro de 1662   | 20863   | 57 anos, 44 dias   |
| 28  |                | Rei Conrado I                       | Borgonha                           | 11 de julho de 937     | 19 de outubro de 993    | 20554   | 56 anos, 100 dias  |
| 29  |                | Rei Afonso VIII                     | Castela                            | 31 de agosto de 1158   | 5 de outubro de 1214    | 20489   | 56 anos, 35 dias   |
| 30  |                | Rei Henrique III                    | Inglaterra                         | 19 de outubro de 1216  | 16 de novembro de 1272  | 20482   | 56 anos, 28 dias   |
| 31  |                | Rei Lý Nhân Tông                    | Dinastia Lý                        | 3 de fevereiro 1072    | 15 de janeiro de 1128   | 20434   | 55 anos, 346 dias  |
| 32  |                | Príncipe-soberano Rainier III       | Mónaco                             | 9 de maio de 1949      | 6 de abril de 2005      | 20421   | 55 anos, 332 dias  |
| 33  |                | Sultão Mudzaffar Shah III           | Quedá                              | 15 de Janeiro de 1547  | 3 de agosto de 1602     | 20289   | 55 anos, 200 dias  |
| 34  |                | Rainha Isabel II                    | Barbados                           | 30 de novembro de 1966 | 30 de novembro de 2021  | 20089   | 55 anos e 0 dias   |
| 35  |                | Sultão Ismail                       | Marrocos                           | 14 de abril de 1672    | 22 de março de 1727     | 20064   | 54 anos, 342 dias  |
| 36  |                | Imperador Han Wudi                  | Dinastia Han                       | 7 de março de 141 a.C. | 29 de março de 87 a.C.  | 19745   | 54 anos, 22 dias   |
| 37  |                | Grão-Duque Cosme III                | Toscana                            | 23 de maio de 1670     | 31 de outubro de 1723   | 19518   | 53 anos, 161 dias  |
| 38  |                | Rei João II                         | Navarra                            | 8 de setembro de 1425  | 20 de janeiro de 1479   | 19492   | 53 anos, 134 dias  |
| 39  |                | Rei Frederico II                    | Sicília                            | 17 de maio de 1198     | 13 de dezembro de 1250  | 19203   | 52 anos, 210 dias  |
| 40  |                | Abdullah I Al-Sabah                 | Kuwait                             | 5 de setembro de 1758  | 3 de maio de 1814       | 19112   | 52 anos, 120 dias  |
| 41  |                | Rainha Margarida II                 | Dinamarca                          | 14 de janeiro de 1972  | 14 de janeiro de 2024   | 18993   | 52 anos e 0 dias   |
| 42  |                | Xá Tamaspe I                        | Império Safávida                   | 23 de maio de 1524     | 14 de maio de 1576      | 18984   | 51 anos, 357 dias  |
| 43  |                | Grão-Duque Casimiro                 | Lituânia                           | 29 de junho de 1440    | 7 de junho de 1492      | 18971   | 51 anos, 344 dias  |
| 44  |                | Rei Carlos XVI Gustavo              | Suécia                             | 15 de setembro de 1973 | presente                | 18935   | 51 anos e 307 dias |
| 45  |                | Rei Haakon VII                      | Noruega                            | 18 de novembro de 1905 | 21 de setembro de 1957  | 18935   | 51 anos, 307 dias  |
| 46  |                | Rei Ibne Saúde                      | Négede e Hejaz                     | 13 de janeiro de 1902  | 23 de setembro de 1932  | 18928   | 51 anos, 300 dias  |
| 46  | Arábia Saudita | Rei Ibne Saúde                      | 23 de setembro de 1932             | 9 novembro 1953        |                         | 18928   | 51 anos, 300 dias  |
| 47  |                | Sultão Saíde ibne Sultão            | Omã                                | 20 de novembro de 1804 | 4 de junho de 1856      | 18824   | 51 anos, 197 dias  |
| 48  |                | Príncipe-Soberano Francisco José II | Liechtenstein                      | 25 de julho de 1938    | 13 de novembro de 1989  | 18739   | 51 anos, 111 dias  |
| 49  |                | Rei Pedro IV                        | Aragão                             | 24 de janeiro de 1336  | 6 de janeiro de 1387    | 18610   | 50 anos, 347 dias  |
| 50  |                | Marajá Rao Jodha Rathore            | Jodhpur                            | 12 de maio de 1438     | 6 de abril de 1489      | 18592   | 50 anos, 329 dias  |

## Monarcas subordinados com reinados mais longos
| N.º | Imagem | Monarca                       | Estado                               | Reinado                 | Reinado                 | Duração | Duração           |
| N.º | Imagem | Monarca                       | Estado                               | A partir                | Até                     | (Dias)  | (Anos, dias)      |
| --- | ------ | ----------------------------- | ------------------------------------ | ----------------------- | ----------------------- | ------- | ----------------- |
| 1   |        | Sobhuza II                    | Suazilândia (atual Essuatíni)        | 10 de dezembro de 1899  | 21 de agosto de 1982    | 30,304  | 82 anos, 254 dias |
| 2   |        | Bernardo VII                  | Principado de Lipa                   | 21 de agosto de 1429    | 2 de abril de 1511      | 29,818  | 81 anos, 234 dias |
| 3   |        | Guilherme IV                  | Principado de Henneberg              | 26 de maio de 1480      | 24 de janeiro de 1559   | 28,731  | 78 anos, 243 dias |
| 4   |        | Karansinjhi                   | Estado de Lakhtar                    | 15 de junho de 1846     | 8 de agosto de 1924     | 28,543  | 78 anos, 74 dias  |
| 5   |        | Henrique XI                   | Principado de Reuss-Greiz            | 17 de março de 1723     | 28 de junho de 1800     | 28,277  | 77 anos, 103 dias |
| 6   |        | Idris ibne Muhammad al-Qadri  | Tampin                               | 31 de maio de 1929      | 26 de dezembro de 2005  | 27,968  | 76 anos, 209 dias |
| 7   |        | Cristiano Augusto             | Ducado do Palatinado-Sulzbach        | 14 de agosto de 1632    | 23 de abril de 1708     | 27,645  | 75 anos, 253 dias |
| 8   |        | Mudhoji IV Rao Naik           | Estado de Phaltan                    | 7 de dezembro de 1841   | 17 de outubro de 1916   | 27,342  | 74 anos, 315 dias |
| 9   |        | Bhagvatsinhji                 | Estado de Gondal                     | 14 de dezembro de 1869  | 10 de março de 1944     | 27,114  | 74 anos, 87 dias  |
| 10  |        | Jorge Guilherme               | Principado de Eschaumburgo-Lipa      | 13 de fevereiro de 1787 | 21 de novembro de 1860  | 26,944  | 73 anos, 282 dias |
| 11  |        | Afonso Henriques (Afonso I)   | Portugal                             | 12 de maio de 1112      | 6 de dezembro de 1185   | 26,871  | 73 anos, 204 dias |
| 12  |        | Carlos Frederico              | Grão-Ducado de Baden                 | 12 de maio de 1738      | 10 de junho de 1811     | 26,691  | 73 anos, 29 dias  |
| 13  |        | João Luís                     | Condado de Nassau-Saarbrücken        | 19 de outubro de 1472   | 4 de junho de 1545      | 26,525  | 72 anos, 228 dias |
| 14  |        | Henrique Frederico            | Condado de Hohenlohe-Langemburgo     | 29 de janeiro de 1628   | 5 de agosto de 1699     | 26,121  | 71 anos, 188 dias |
| 15  |        | Jagatjit Singh                | Estado de Kapurthala                 | 3 de setembro de 1877   | 20 de agosto de 1948    | 25,852  | 70 anos, 352 dias |
| 16  |        | Parashuramrao Shrinivas       | Estado de Aundh                      | 30 de agosto de 1777    | 11 de junho de 1848     | 25,825  | 70 anos, 286 dias |
| 17  |        | Carlos Augusto                | Grão-Ducado de Saxe-Weimar-Eisenach  | 28 de maio de 1758      | 14 de junho de 1828     | 25,584  | 70 anos, 17 dias  |
| 18  |        | Albérico I                    | Ducado de Massa e Carrara            | 6 de junho de 1553      | 18 de junho de 1623     | 25,428  | 69 anos, 226 dias |
| 19  |        | Werner                        | Condado de Salm                      | 31 de outubro de 1559   | 16 de fevereiro de 1629 | 25,311  | 69 anos, 108 dias |
| 20  |        | Henrique José                 | Principado de Auersperg              | 6 de novembro de 1713   | 9 de fevereiro de 1783  | 25,297  | 69 anos, 95 dias  |
| 21  |        | Frederico III                 | Intra-Áustria                        | 10 de junho de 1424     | 19 de agosto de 1493    | 25,272  | 69 anos, 70 dias  |
| 22  |        | Jorge Guilherme               | Palatinado-Zweibrücken-Birkenfeld    | 16 de dezembro de 1600  | 25 de dezembro de 1669  | 25,211  | 69 anos, 9 dias   |
| 23  |        | Jorge I                       | Principado de Anhalt-Dessávia        | 24 de setembro de 1405  | 21 de setembro de 1474  | 25,199  | 68 anos, 362 dias |
| 24  |        | Frederico V                   | Landegraviato de Hesse-Homburg       | 7 de fevereiro de 1751  | 20 de abril de 1820     | 25,183  | 68 anos, 347 dias |
| 25  |        | Vikramatji Khimojiraj         | Estado de Porbandar                  | 20 de junho de 1831     | 21 de abril de 1900     | 25,142  | 68 anos, 305 dias |
| 26  |        | Krishnaraja Wadiyar III       | Reino de Maiçor                      | 30 de junho de 1799     | 27 de março de 1868     | 25,107  | 68 anos, 271 dias |
| 27  |        | João Frederico                | Condado de Castell-Rüdenhausen       | 10 de janeiro de 1681   | 23 de junho de 1749     | 25,000  | 68 anos, 164 dias |
| 28  |        | Sawant Singh                  | Estado de Pratapgarh                 | 26 de outubro de 1775   | 5 de janeiro de 1844    | 24,907  | 68 anos, 71 dias  |
| 29  |        | Cristiano Carlos              | Condado de Leiningen                 | 3 de novembro de 1698   | 17 de novembro de 1766  | 24,850  | 68 anos, 14 dias  |
| 30  |        | Ram Singh                     | Estado de Bundi                      | 21 de agosto de 1821    | 28 de março de 1889     | 24,790  | 67 anos, 318 dias |
| 31  |        | Malietoa Tanumafili II        | Samoa                                | 7 de janeiro de 1940    | 11 de março de 2007     | 24,596  | 67 anos, 124 dias |
| 32  |        | Henrique III                  | Marquesado de Meissen                | 18 de janeiro de 1221   | 15 de fevereiro de 1288 | 24,499  | 67 anos, 28 dias  |
| 33  |        | Leonor                        | Ducado da Aquitânia                  | 9 de abril de 1137      | 1 de abril de 1204      | 24,464  | 66 anos, 358 dias |
| 34  |        | Augusto                       | Principado de Anhalt-Plötzkau        | 6 de dezembro de 1586   | 22 de agosto de 1653    | 24,366  | 66 anos, 259 dias |
| 35  |        | Amarsinhji Banesinhji         | Estado de Wankaner                   | 12 de junho de 1881     | 15 de fevereiro de 1948 | 24,353  | 66 anos, 248 dias |
| 36  |        | Khengarji III                 | Estado de Cutch                      | 19 de dezembro de 1875  | 15 de janeiro de 1942   | 24,133  | 66 anos, 27 dias  |
| 37  |        | Sulaiman Sharif ul-'Alam Shah | Sultanato de Serdang                 | 20 de dezembro de 1879  | 4 de dezembro de 1945   | 24,090  | 65 anos, 349 dias |
| 38  |        | Leopoldo III                  | Principado de Anhalt-Dessávia        | 16 de dezembro de 1751  | 9 de agosto de 1817     | 23,977  | 65 anos, 236 dias |
| 39  |        | João I                        | Ducado da Bretanha                   | 21 de outubro de 1221   | 8 de outubro de 1286    | 23,728  | 64 anos, 352 dias |
| 40  |        | Frederico Guilherme           | Principado de Hohenzollern-Hechingen | 13 de janeiro de 1671   | 14 d enovembro de 1735  | 23,680  | 64 anos, 305 dias |
| 40  |        | Ibrahim                       | Jor (Malásia)                        | 4 de junho de 1895      | 8 de maio de 1959       | 23,348  | 63 anos, 338 dias |
| 41  |        | Sayajirao Gaekwad III         | Boroda                               | 27 de maio de 1875      | 6 de fevereiro de 1939  | 23,265  | 63 anos, 265 dias |
| 42  |        | Alberto Antônio               | Schwarzburg-Rudolstadt               | 4 de novembro de 1646   | 24 de junho de 1710     | 23,242  | 63 anos, 232 dias |
| 43  |        | Antônio Gunter                | Ducado de Oldemburgo                 | 12 de novembro de 1603  | 19 de junho de 1667     | 23,230  | 63 anos, 219 dias |
| 44  |        | Frederico Augusto I           | Reino da Saxônia                     | 17 de dezembro de 1763  | 5 de maio de 1827       | 23,149  | 63 anos, 139 dias |
| 45  |        | Luís I                        | Principado de Anhalt                 | 6 de dezembro de 1586   | 7 de janeiro de 1650    | 23,043  | 63 anos, 32 dias  |
| 46  |        | Isa ibn Ali Al Khalifa        | Barém (Sob domínio britânico)        | 1 de dezembro de 1869   | 9 de dezembro de 1932   | 23,018  | 63 anos, 8 dias   |
| 47  |        | Carlos III                    | Ducado de Lorena                     | 12 de junho de 1545     | 14 de março de 1608     | 22,982  | 62 anos, 337 dias |
| 48  |        | João Frederico II             | Hohenlohe-Neuenstein-Öhringen        | 17 de outubro de 1702   | 24 de agosto de 1765    | 22,957  | 62 anos, 311 dias |
| 49  |        | Bernardo II                   | Ducado de Saxe-Meiningen             | 24 de dezembro de 1803  | 20 de setembro de 1866  | 22,916  | 62 anos, 270 dias |
| 50  |        | Filipe II                     | Nassau Wiluburg                      | 2 de julho de 1429      | 19 de março de 1492     | 22,906  | 62 anos, 261 dias |
| 51  |        | Nicolau Leopoldo I            | Salm                                 | 6 de junho de 1707      | 4 de fevereiro de 1770  | 22,889  | 62 anos, 243 dias |
| 52  |        | Cristiano II                  | Palatinado-Birkenfeld-Bischweiler    | 16 de setembro de 1654  | 25 de abril de 1717     | 22,866  | 62 anos, 221 dias |
| 53  |        | Leopoldo Filipe               | Arenberg                             | 19 de agosto de 1691    | 4 de março de 1754      | 22,842  | 62 anos, 197 dias |
| 54  |        | Ibrahim Ali Khan              | Tonk                                 | 20 de dezembro de 1867  | 23 de junho de 1930     | 22,830  | 62 anos, 185 dias |
| 55  |        | Saqr bin Mohammad al-Qassimi  | Ras al-Khaimah                       | 17 de julho de 1948     | 27 de outubro de 2010   | 22,747  | 62 anos, 102 dias |
| 56  |        | Nahar Singh                   | Shahpura                             | 21 de abril de 1870     | 24 de junho de 1932     | 22,709  | 62 anos, 64 dias  |
| 57  |        | Abdul Hamid Halim             | Sultanato de Quedá                   | 22 de setembro de 1881  | 13 de maio de 1943      | 22,512  | 61 anos, 233 dias |
| 58  |        | Filipe IV                     | Principado de Waldeck                | 28 de maio de 1513      | 30 de novembro de 1574  | 22,466  | 61 anos, 186 dias |
| 59  |        | Wakhat Singh Dalil Singh      | Lunavanda                            | 31 de outubro de 1867   | 29 de abril de 1929     | 22,458  | 61 anos, 178 dias |
| 60  |        | Paku Alam VIII                | Yogyacarta                           | 12 de abril de 1937     | 11 de setembro de 1998  | 22,432  | 61 anos, 152 dias |
| 61  |        | Vitor Amadeus                 | Principado de Anhalt-Bernburgo       | 22 de setembro de 1656  | 14 de fevereiro de 1718 | 22,424  | 61 anos, 145 dias |
| 62  |        | Lakshman Singh                | Banswara                             | 2 de fevereiro de 1844  | 29 de abril de 1905     | 22,366  | 61 anos, 86 dias  |
| 63  |        | Ulrico V                      | Württemberg                          | 2 de julho de 1819      | 1 de setembro de 1480   | 22,342  | 61 anos, 61 dias  |
| 64  |        | Ranbir Singh                  | Jind                                 | 7 de março de 1887      | 31 de março de 1948     | 22,304  | 61 anos, 24 dias  |
| 65  |        | Ernesto Luís                  | Condado de Hesse-Darmstadt           | 31 de agosto de 1678    | 12 de setembro de 1739  | 22,291  | 61 anos, 12 dias  |
| 66  |        | João Frederico I              | Hohenlohe - Neuenstein - Öhringen    | 11 de outubro de 1641   | 17 de outubro de 1702   | 22,285  | 61 anos, 6 dias   |
| 67  |        | Guilherme II                  | Isenburg-Philippseich                | 8 de março de 1711      | 7 de março de 1772      | 22,280  | 60 anos, 365 dias |
| 68  |        | Cristiano Ernesto             | Condado de Wernigerode               | 9 de novembro de 1710   | 25 de outubro de 1771   | 22,265  | 60 anos, 350 dias |
| 69  |        | Adolfo III                    | Condado de Holstein                  | 6 de julho de 1164      | 3 de janeiro de 1225    | 22,096  | 60 anos, 181 dias |
| 70  |        | Leopoldo Luís                 | Condado de Veldenz                   | 3 de junho de 1634      | 29 de setembro de 1694  | 22,033  | 60 anos, 118 dias |
| 71  |        | João Jacó I                   | Waldburg-Zeil                        | 4 de maio de 1614       | 18 de abril de 1674     | 21,899  | 59 anos, 349 dias |
| 72  |        | Gustavo Adolfo                | Mecklenburg-Güstrow                  | 23 de abril de 1636     | 6 de outubro de 1695    | 21,715  | 59 anos, 166 dias |
| 73  |        | Jorge Frederico I             | Mecklenburg-Güstrow                  | 27 de dezembro de 1543  | 25 de abril de 1603     | 21,669  | 59 anos, 119 dias |
| 74  |        | Carlos I                      | Condado de Hesse-Kassel              | 1 de dezembro de 1670   | 23 de março de 1730     | 21,661  | 59 anos, 112 dias |
| 75  |        | Maria Terese Cybo-Malaspina   | Ducado de Massa e Carrara            | 17 de outubro de 1731   | 29 de dezembro de 1790  | 21,623  | 59 anos, 73 dias  |
| 76  |        | Abdul Halim                   | Quedá                                | 14 de julho de 1958     | 11 de setembro de 2017  | 21,609  | 59 anos, 59 dias  |
| 77  |        | Pakubuwono XII                | Surakarta                            | 11 de junho de 1945     | 11 de junho de 2004     | 21,550  | 59 anos           |
| 78  |        | Barnim I                      | Ducado da Pomerânia                  | 23 de janeiro de 1220   | 13 de dezembro de 1278  | 21,509  | 58 anos, 324 dias |
| 79  |        | Luís I                        | Soluzzo                              | Outubro de 1416         | 8 de abril de 1475      | 21,373  | 58 anos, 189 dias |
| 80  |        | Filipe                        | Hesse                                | 16 de julho de 1663     | 18 de junho de 1721     | 21,156  | 57 anos, 337 dias |
| 81  |        | Filipe I                      | Nassau-Philippsthal                  | 20 de setembro de 1371  | 2 de julho de 1429      | 21,104  | 57 anos, 285 dias |
| 82  |        | Filipe I                      | Hesse                                | 11 de julho de 1509     | 31 de março de 1567     | 21,082  | 57 anos, 263 dias |
| 83  |        | Abdul Majid Khan II           | Savanur                              | 26 de julho de 1892     | 8 de março de 1948      | 20,313  | 55 anos, 226 dias |
| 84  |        | Ernesto I                     | Ducado de Saxe-Altemburgo            | 3 de agosto de 1853     | 7 de fevereiro de 1908  | 19,910  | 54 anos, 188 dias |
| 85  |        | Putra Jamalullail             | Perlis                               | 4 de dezembro de 1945   | 16 de abril de 2000     | 19,857  | 54 anos, 134 dias |
| 86  |        | Ishwari Prasad Narayan Singh  | Benares                              | 4 de abril de 1835      | 13 de junho de 1889     | 19,794  | 54 anos, 70 dias  |
| 87  |        | Ganga Singh                   | Bikaner                              | 16 de dezembro de 1888  | 2 de fevereiro de 1943  | 19,769  | 54 anos, 47 dias  |
| 88  |        | Guilherme VIII                | Ducado de Brunswick                  | 10 de setembro de 1830  | 18 de outubro de 1884   | 19,762  | 54 anos, 38 dias  |
| 89  |        | Sajjan Singh                  | Ratlam                               | 20 de janeiro de 1893   | 3 de fevereiro de 1947  | 19,736  | 54 anos, 14 dias  |
| 90  |        | Leopoldo IV                   | Principado/Ducado de Anhalt-Dessávia | 9 de agosto de 1817     | 22 de maio de 1871      | 19,644  | 53 anos, 286 dias |
| 91  |        | Fulco III                     | Condado de Anjou                     | 21 de julho de 987      | 21 de junho de 1040     | 19,328  | 52 anos, 336 dias |
| 92  |        | Frederico Francisco I         | Grão-Ducado de Meclemburgo-Schwerin  | 24 de abril de 1785     | 1 de fevereiro de 1837  | 18,910  | 51 anos, 283 dias |
| 93  |        | Umed Singh II                 | Kota                                 | 11 de junho de 1889     | 27 de dezembro de 1940  | 18,826  | 51 anos, 199 dias |
| 94  |        | Amir Ali Murad Khan Talpur    | Talpur                               | 20 de dezembro de 1842  | 2 de abril de 1894      | 18,731  | 51 anos, 103 dias |
| 95  |        | Pōmare IV                     | Taiti                                | 11 de janeiro de 1827   | 17 de setembro de 1877  | 18,512  | 50 anos, 249 dias |
| 96  |        | Mwambutsa IV                  | Burundi                              | 16 de dezembro de 1915  | 8 de julho de 1966      | 18,467  | 50 anos, 204 dias |
| 97  |        | Niladhar Singh Deo            | Sonepur                              | 27 de julho de 1841     | 9 de setembro de 1891   | 18.306  | 50 anos, 44 dias  |

## Monarcas cujas datas de reinado são desconhecidas e especulativas
Esses monarcas são agrupados de acordo com a duração do reinado por ano em números inteiros. Dentro de cada agrupamento de anos, eles aparecem em ordem histórica. Em um determinado ano, pode ter havido uma grande variedade de comprimentos reais de reinado com base em dias. Assim, esta tabela não apresenta uma classificação precisa por duração do reinado. A lista é limitada àqueles que podem ser razoavelmente esperados dentro do intervalo daqueles nas tabelas acima, no mínimo 57 anos. A lista é ordenada alfabeticamente. Enfatizado estados eram soberanos. Imperadores lendários japoneses, de acordo com o antigo calendário japonês, reinou por períodos muito longos de 60 a 70 anos cada. O governante mais longo dos imperadores lendários, Imperador Kōan, foi alegado ter reinado por cerca de 101 anos. Esses números não estão incluídos na tabela porque são considerados imprecisos pelos estudiosos modernos.
| Nome                            | Estado                                                                 | Reinado          | Reinado                | Duração aproximada  |
| Nome                            | Estado                                                                 | A partir         | Até                    | Duração aproximada  |
| ------------------------------- | ---------------------------------------------------------------------- | ---------------- | ---------------------- | ------------------- |
| Neferkari Pepi II               | Egito Antigo                                                           | 2278 a.C         | 2184 a.C               | 94 anos (Disputado) |
| Taejo                           | Goryeo (Coreia)                                                        | 53               | 146                    | 93 anos (Disputado) |
| Hermenerico                     | Oium                                                                   | 296 (Disputado)  | 376                    | 80 anos (Disputado) |
| Mahanyod                        | Hariphunchai (Tailândia)                                               | 670              | 750                    | 80 anos             |
| Raja Sawai Basavalinga I        | Sundem (Índia)                                                         | 1763             | 1843                   | 80 anos             |
| Jangsu                          | Goryeo (Coreia)                                                        | 413              | 491                    | 78 anos             |
| Meribanes III                   | Reino da Ibéria                                                        | 268 ou 284       | 345 ou 361             | 77 anos             |
| Raisingh Deo                    | Patná (Índia)                                                          | 1685             | 1762                   | 77 anos             |
| Mohan Singh                     | Rajgarha (Índia)                                                       | 1638             | 14 de abril de 1714    | 76 anos             |
| Tai Wu                          | China (Shang)                                                          | 1486 a.C         | 1411 a.C               | 75 anos             |
| Vactangue I                     | Reino da Ibéria                                                        | 477              | 522                    | 75 anos             |
| Johann Philipp                  | Stadion (Sacro Império Romano-Germânico)                               | 1666             | 1741                   | 75 anos             |
| Sukhachain                      | Jind (Índia)                                                           | 1676             | 1751                   | 75 anos             |
| Yo-Tha                          | Hariphunchai (Tailândia)                                               | 1197             | 1271                   | 74 anos             |
| William                         | Sayn-Wittgenstein (Sacro Império Romano-Germânico)                     | 1494             | 1568                   | 74 anos             |
| Fazl Ali Khan II Bahadur        | Banganapalle                                                           | 1686             | 1759                   | 73 anos             |
| Zhao Tuo                        | Nanyue                                                                 | 208 a.C          | 137 a.C                | 71 anos             |
| Simão I                         | Principado de Lipa (Sacro Império Ramano-Germânico)                    | 1273             | 1344                   | 71 anos             |
| Henrique VIII                   | Fürstenberg-Wolfach (Sacro Império Romano-Germânico)                   | 1419             | 30 de novembro de 1490 | 71 anos             |
| Pandukabhaya                    | Reino Anuradhapura (Sri-Lanca)                                         | 437 a.C          | 367 a.C                | 70 anos             |
| Ponhea                          | Império Khmer                                                          | 1393             | 1463                   | 70 anos             |
| Johann Ulrich                   | Stadion (Sacro Império Romano-Germânico)                               | 1530             | 1600                   | 70 anos             |
| Muhtarram Shah Kator The First  | Chitral (China)                                                        | 1585             | 1655                   | 70 anos             |
| Sapor II                        | Império Persa Sassânida                                                | Março de 310     | 379                    | 69 anos             |
| Huan                            | Qi (China)                                                             | 636 a.C          | 567 a.C                | 69 anos             |
| Tshudpud Namgyal                | Siquim (Parte do Império Britânico)                                    | 1793             | 1863                   | 69 anos             |
| Alberto Azzo II                 | Este e Milão                                                           | 1029             | 20 de agosto de 1087   | 68 anos             |
| Luís XIII                       | Oettingen-Wallerstein                                                  | 1449             | 1517                   | 68 anos             |
| Malojirao III                   | Mudhol (Índia)                                                         | 1737             | 1805                   | 68 anos             |
| Sultão Mahmud Shah II           | Perak (Malásia)                                                        | 1653             | 1720                   | 67 anos             |
| João III                        | Condado de Sponheim                                                    | 1331             | 1398                   | 67 anos             |
| Ramessés II                     | Antigo Egito                                                           | 1279 a.C         | 1213 a.C               | 66 anos             |
| Pharnavaz I                     | Reino da Ibéria                                                        | 302 a.C          | 237 a.C                | 65 anos             |
| Nandivarman II                  | Império Pallava                                                        | 731              | 796                    | 65 anos             |
| Sagramji I Kumbhoji             | Gondal (Índia)                                                         | 1648             | 1713                   | 65 anos             |
| Mahmud III                      | Império do Mali                                                        | 1496             | 1559                   | 65 anos             |
| Zhao                            | Song (China)                                                           | 468 a.C          | 404 a.C                | 64 anos             |
| Khuman III                      | Udaipur (Índia)                                                        | 878              | 942                    | 64 anos             |
| Amoghavarsha                    | Imperio de Rashtrakuta (India)                                         | 814              | 878                    | 64 anos             |
| Frederico IV                    | Castell (Sacro Império Romano-Germânico)                               | 1285             | 1349                   | 64 anos             |
| Zhuang I                        | Qi (China)                                                             | 794 a.C          | 731 a.C                | 63 anos             |
| Frederico II                    | Salm-Neuweiler (Sacro Império Romano-Germânico)                        | 1610             | 1673                   | 63 anos             |
| Jayavarman VIII                 | Império Khmer                                                          | 1243             | 1295                   | 63 anos             |
| Ibrahim Ali Khan                | Tonk (Raj Britânico)                                                   | 1867             | 23 de junho de 1930    | 63 anos             |
| Felipe Ernesto                  | Hohenlohe-Waldenburgo-Schillingsfürst (Sacro Império Romano-Germânico) | 1697             | 1759                   | 63 anos             |
| Karl                            | Sayn-Altenkirchen (Sacro Império Romano-Germânico)                     | 1741             | 1803                   | 62 anos             |
| Franz Wilhelm                   | Salm-Reifferscheid-Krautheim (Sacro Império Romano-Germânico)          | 1673             | 1734                   | 62 anos             |
| Bhavsinhji I Ratanji            | Bhavnagar (India)                                                      | 1703             | 1764                   | 61 anos             |
| Cynan Garwyn                    | Reino de Powys (País de Gales)                                         | 550              | 610                    | c. 60 anos          |
| Aescwine                        | Reino de Essex                                                         | 527              | 587                    | c. 60 anos          |
| Pawl                            | Glywysing (Gales)                                                      | 480              | 540                    | c. 60 anos          |
| Sófia                           | Principado de Bar (Sacro Império Romano-Germânico)                     | 1033             | 1093                   | 60 anos             |
| Frederico I                     | Salm-Blankenburg (Sacro Império Romano-Germânico)                      | 1210             | 1270                   | 60 anos             |
| Henrique III                    | Henneberg-Aschach-Römhild (Sacro Império Romano-Germânico)             | 1292             | 1352                   | 60 anos             |
| Henrique II                     | Salm-Blankenburg (Sacro Império Romano-Germânico)                      | 1301             | 1361                   | 60 anos             |
| Otto I                          | Solms-Braunfels (Sacro Império Romano-Germânico)                       | 1349             | 1409                   | 60 anos             |
| Luís I                          | Salm-Blankenburg (Sacro Império Romano-Germânico)                      | 1443             | 1503                   | 60 anos             |
| Mayadunne                       | Sitawaka (Sri-Lanca)                                                   | 1521             | 1581                   | 60 anos             |
| Vanghoji II Jagpalrao Nimbalkar | Phaltan (Índia)                                                        | 1570             | 1630                   | 60 anos             |
| Hu                              | Chen (China)                                                           | 1045 a.C         | 986 a.C                | 59 anos             |
| Guilherme II                    | Tolosa                                                                 | 978              | 1037                   | 59 anos             |
| Otto I                          | Salm-Kyrburg (Sacro Império Romano-Germânico)                          | Outubro de 1548  | 7 de junho de 1607     | 59 anos             |
| Nan                             | Zhou (China)                                                           | 314 a.C          | 256 a.C                | 58 anos             |
| Haroldo I                       | Noruega                                                                | 872              | 930                    | 58 anos             |
| Henrique II                     | Baden                                                                  | 1231             | 1289                   | 58 anos             |
| Jayaba Mukne                    | Jawhar (Índia)                                                         | 1342             | 1400                   | 58 anos             |
| Henrique V                      | Henneberg-Schleusingen (Sacro Império Romano-Germânico)                | 1347             | 1405                   | 58 anos             |
| Nicolau III                     | Bentheim-Tecklenburg (Sacro Império Romano-Germânico)                  | 1450             | 1508                   | 58 anos             |
| Mulraj II                       | Estado de Jaisalmer (Índia)                                            | 1762             | 1820                   | 58 anos             |
| Muhammad Shafi ud-din II        | Sambas (Borneo)                                                        | 1866             | 1924                   | 58 anos             |
| Maredydd ap Rhain               | Reino de Dyfed (Gales)                                                 | 740              | 797                    | 57 anos             |
| Jing                            | Qi (China)                                                             | 547 a.C          | 490 a.C                | 57 anos             |
| Meribanes IV                    | Pontus                                                                 | 120 a.C          | 63 a.C                 | 57 anos             |
| Vseslav de Polotsk              | Polotsk                                                                | 1044             | 1101                   | 57 anos             |
| Roger II                        | Froix (França)                                                         | 1067             | 1124                   | 57 anos             |
| Bernardo I                      | Bentheim-Bentheim                                                      | 1364             | 1421                   | 57 anos             |
| Hham Hka                        | Kengtung (Birmânia)                                                    | 1403             | 1460                   | 57 anos             |
| Ernesto II                      | Oettingen-Wallerstein (Sacro Império Romano-Germânico)                 | 1613             | 3 de março de 1670     | 57 anos             |
| João                            | Waldburg-Waldsee                                                       | 1667             | 1724                   | 57 anos             |
| Adolf Ludwig Wilhelm            | Sayn-Wittgenstein-Karlsburg (Sacro Império Romano-Germânico)           | 1749             | 1806                   | 57 anos             |
| Jashwant Singh                  | Nabha (India)                                                          | Dezembro de 1783 | 21 de maio de 1850     | 57 anos             |